# Michelau im Steigerwald

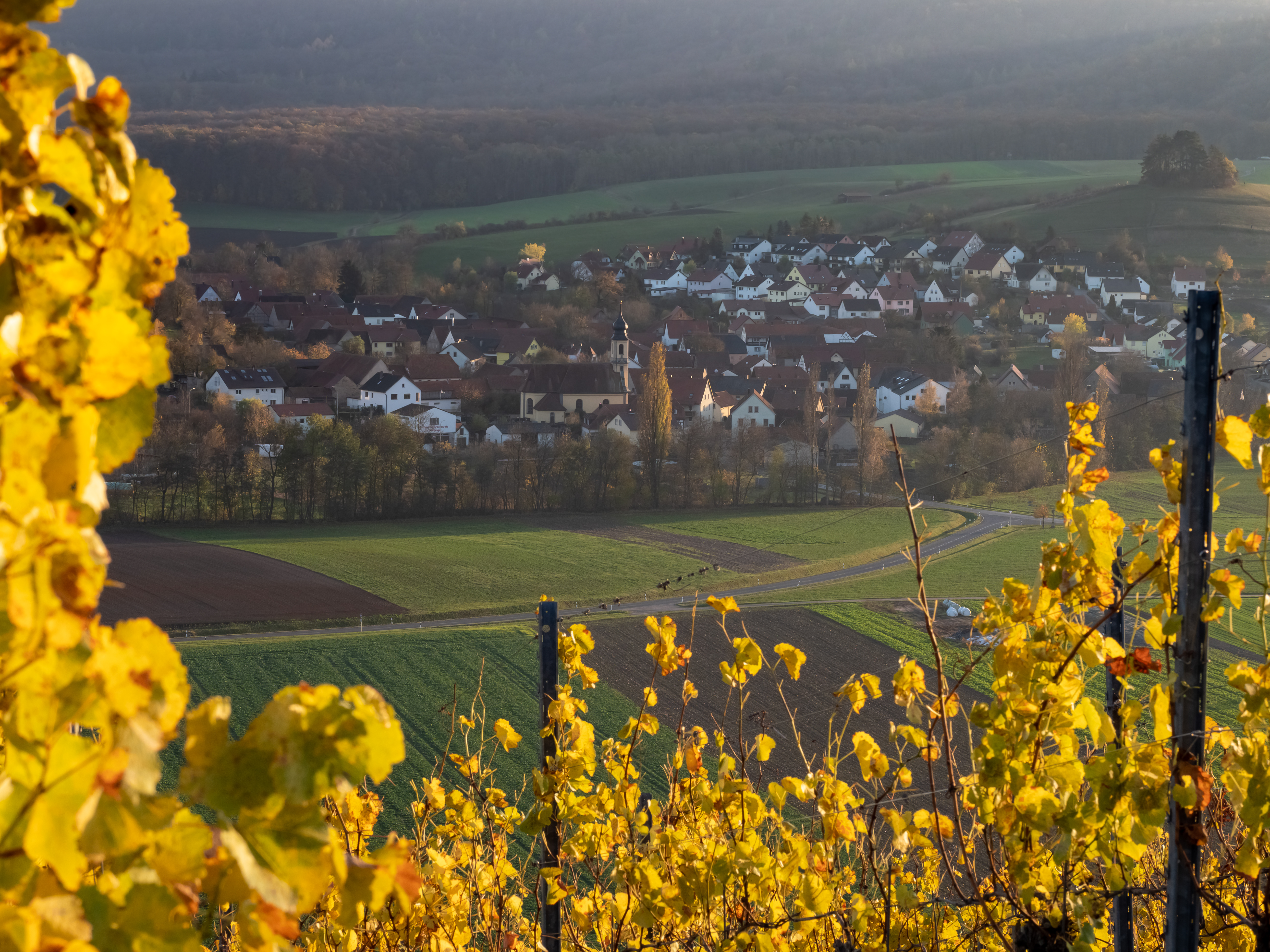
Michelau von Norden

Michelau im Steigerwald (amtlich Michelau i.Steigerwald, früher Michelawa) ist eine Gemeinde im unterfränkischen Landkreis Schweinfurt.
Geprägt ist der im Steigerwald gelegene Ort durch die Landschaft mit ihren weiten Wäldern, Wiesen und Weinbergen.

## Geografie

### Nachbargemeinden
In nächster Nähe liegt die Stadt Gerolzhofen. Nachbargemeinden sind Donnersdorf und Dingolshausen. Außerdem besteht eine kurze gemeinsame Grenze mit der Gemeinde Rauhenebrach. An das Gemeindegebiet grenzen mehrere gemeindefreie Waldgebiete: Bürgerwald, Hundelshausen, Nonnenkloster, Vollburg und Wustvieler Forst.
Die nächsten größeren Städte sind Bamberg (≈ 50 km), Würzburg (≈ 50 km) und Schweinfurt (≈ 25 km).

### Gemeindegliederung
Es gibt elf Gemeindeteile (in Klammern ist der Siedlungstyp angegeben):
- Altmannsdorf (Dorf)
- Bimbachsmühle (Einöde)
- Haudersmühle (Einöde)
- Heinachshof (Weiler)
- Hundelshausen (Kirchdorf)
- Michelau i.Steigerwald (Kirchdorf)
- Neuhausen (Kirchdorf)
- Neuhof (Weiler)
- Prüßberg (Kirchdorf)
- Saudrachshof (Einöde)
- Sudrach (Feriendorf)

## Geschichte
Zwei Kilometer östlich erhebt sich der markante Bergkegel der Vollburg. Reste eines Steinwalls deuten auf eine vorgermanische Höhenfestung hin, die als „Volcburg“ dem in der Nähe entspringenden Flüsschen Volkach und dem Volkfeld ihre Namen gab.

### Eingemeindungen
Bis 1972 gehörte Michelau zum Landkreis Gerolzhofen.
Am 1. Juli 1970 wurde die Gemeinde Prüßberg eingegliedert. Im Zuge der Gebietsreform in Bayern wurden die Gemeinden Altmannsdorf und Hundelshausen am 1. Mai 1978 eingegliedert.

### Einwohnerentwicklung
- 1961: 0882 Einwohner[6]
- 1970: 0960 Einwohner[6]
- 1991: 1174 Einwohner
- 1995: 1121 Einwohner
- 2001: 1139 Einwohner
- 2005: 1165 Einwohner
- 2010: 1117 Einwohner
- 2015: 1104 Einwohner
- 2018: 1119 Einwohner[7]

Im Zeitraum 1988 bis 2018 stagnierte die Einwohnerzahl, konkret stieg sie geringfügig von 1103 auf 1119 um 16 Einwohner bzw. um 1,5 %. 2002 hatte die Gemeinde 1167 Einwohner.
Quelle: BayLfStat

## Religionen
Der größte Teil der Bevölkerung gehört der katholischen Konfession an. In den Gemeindeteilen Michelau, Prüßberg, Neuhausen, Hundelshausen und Altmannsdorf gibt es Kirchen, in den meisten davon werden regelmäßig Gottesdienste gefeiert. Im Gemeindeteil Neuhof befindet sich eine kleine Kapelle.
Dorfanalyse

Im Jahre 2003 war Michelau das Versuchsobjekt einer sogenannten Dorfanalyse, die die Diözese Würzburg in Auftrag gegeben hatte. Dabei wurden eine Woche lang die Lebensweisen und Bedingungen der Bewohner eines kleinen Dorfes sowie deren Wünsche und Aussichten erforscht. Aus diesen Erkenntnissen sollten Grundlagen für die Neustrukturierung des Landpastorals entwickelt werden.

## Politik

### Bürgermeister
Michael Wolf (Wählergemeinschaft Michelau-Sudrach) ist seit 1. Mai 2020 Erster Bürgermeister (ehrenamtlich). Dieser wurde am 15. März 2020 bei einer Wahlbeteiligung von 76,6 % mit 64,4 % der gültigen Stimmen gewählt. Sein Vorgänger Siegfried Ständecke (2014 nominiert von drei parteilosen Wählergruppen) stand 18 Jahre – vom 1. Mai 2002 bis 30. April 2020 – an der Spitze der Gemeinde und kandidierte 2020 nicht mehr.

### Gemeinderat
Die Wahl vom 15. März 2020 hatte folgendes Ergebnis:
|                                                      | Sitze | Stimmenanteil |
| ---------------------------------------------------- | ----- | ------------- |
| Wählergemeinschaft Michelau-Sudrach                  | 6     | 50,94 %       |
| Wählergemeinschaft Hundelshausen-Altmannsdorf-Neuhof | 4     | 31,65 %       |
| Wählergemeinschaft Prüßberg-Neuhausen                | 2     | 17,41 %       |
| Gesamt                                               | 12    | 100,00 %      |

Die Wahlbeteiligung betrug 76,60 %.

### Verwaltung
Die Gemeinde ist Mitglied der Verwaltungsgemeinschaft Gerolzhofen.

### Wappen
| Wappen von Michelau im Steigerwald | Blasonierung: „In Grün ein durchgehender silberner Bischofsstab, oben beseitet von je einer goldenen Weintraube, unten belegt mit einer geöffneten goldenen Schere.“ |
| Wappen von Michelau im Steigerwald | Wappenführung seit 1983 |

## Kultur und Sehenswürdigkeiten

### Bauwerke

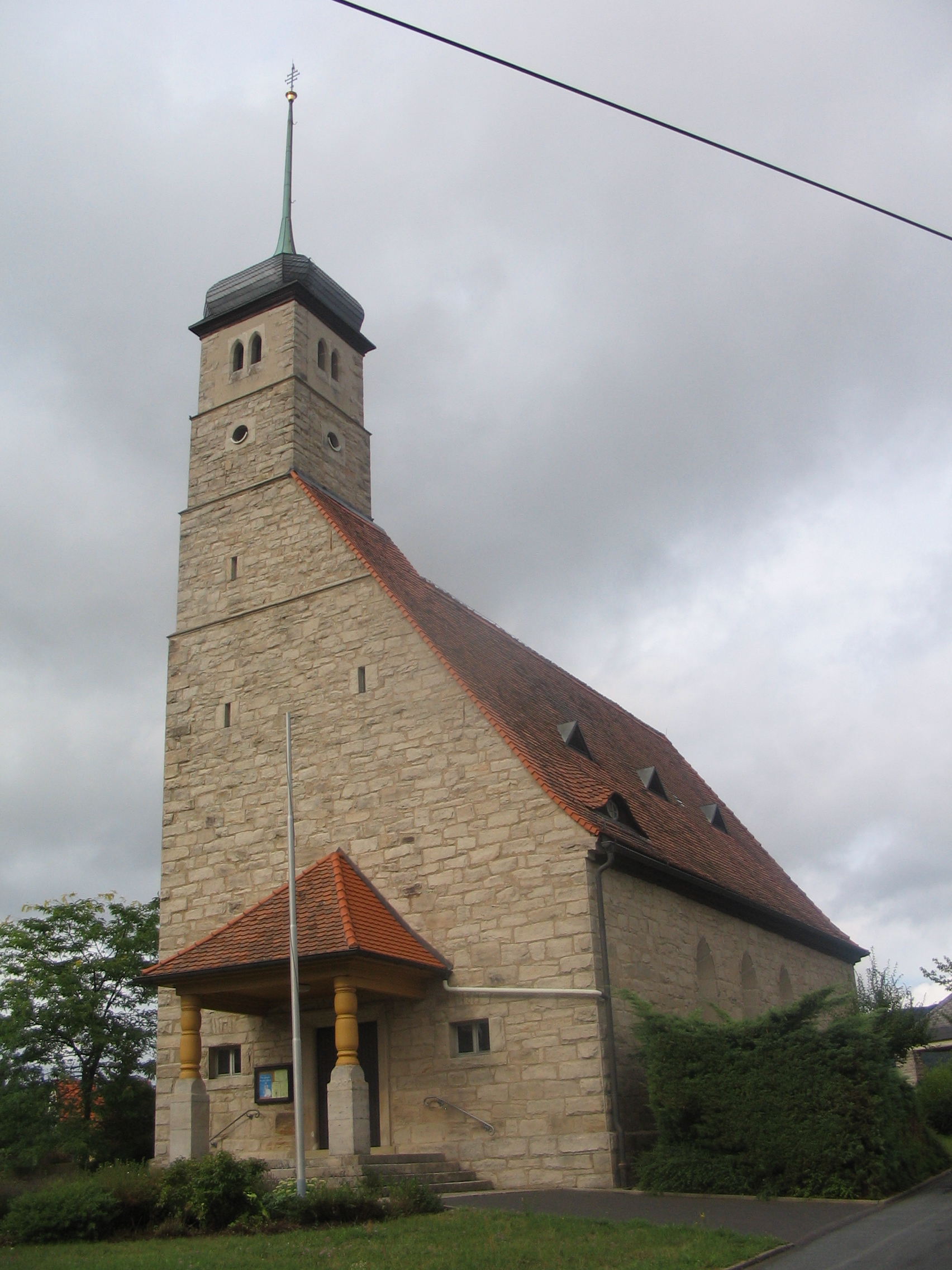
Inflationskirche Hl. Sebastian Hundelshausen (1921)

- Die katholische Kuratiekirche St. Michael und St. Georg am Hang über dem Dorf entstand in den Jahren 1738 bis 1741. Die Bauleitung der Rokokokirche hatte Balthasar Neumann.
- Rokoko-Kreuzweg mit 15 Stationen in der alten Friedhofsmauer, verwittert
- „Inflationskirche“ Heiliger Sebastian, Hundelshausen (1921)

## Wirtschaft und Infrastruktur

### Arbeitsplätze und Landwirtschaft
Die amtliche Statistik 2017 weist die Zahl der sozialversicherungspflichtigen Arbeitsplätze am Arbeitsort Lülsfeld nicht aus. Von der Wohnbevölkerung standen 458 Personen in einem versicherungspflichtigen Beschäftigungsverhältnis. 16 Einwohner waren arbeitslos. 2016 gab es 26 landwirtschaftliche Betriebe.

### Bildung
Am 1. März 2018 gab es eine Kindertageseinrichtung mit 52 genehmigten Plätzen und 40 Besuchern. Die Grundschule Michelau besteht nicht mehr.